# Turismo sexual na Ucrânia

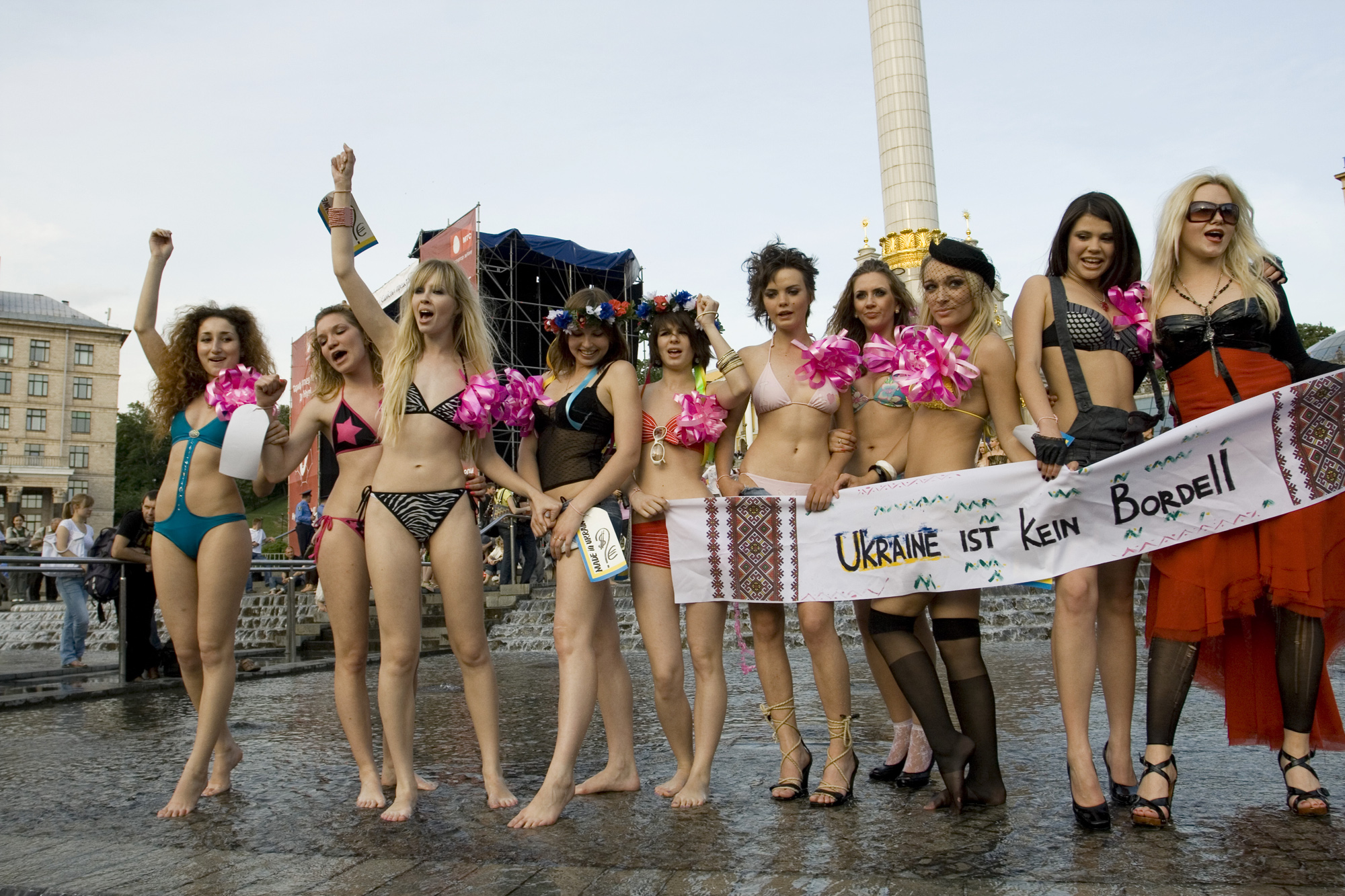
Grupo feminista FEMEN em seu caminho para protestar contra a prostituição e turismo sexual na Ucrânia (2009)

O turismo sexual na Ucrânia se caracteriza por visitar o país para fins de atividade sexual. Está em ascensão, pois o país atrai muitos visitantes estrangeiros. A principal razão para a situação decorre do efeito combinado de vários fatores. Atualmente, na Ucrânia, o efeito é constituído por um alto nível de pobreza populacional e sua feminização, opções limitadas de mobilidade social e sistema muito ativo de crime organizado.
A maior parte da indústria do sexo ucraniana existe na clandestinidade e prospera devido à má aplicação da lei e à corrupção generalizada. Apesar de tornar mais duras as penas criminais para o tráfico de pessoas e a prostituição coagida, as leis que criminalizam a prostituição organizada tiveram pouco efeito.
O turismo sexual dentro das fronteiras ucranianas cresceu consideravelmente, preocupando a sociedade ucraniana e atraindo a condenação de ativistas feministas como o FEMEN.

## Histórico geral
A revista ucraniana Korrespondent informou que depois que o governo lançou a política de isenção de visto com a Europa Ocidental, o número de visitantes ocidentais que viajam para a Ucrânia aumentou e continuou a aumentar. Em 2004, o número total de turistas era de cerca de oito milhões, em 2006 era de dezesseis milhões e em 2008 havia subido para vinte milhões. Cada estrangeiro gasta cerca de 106 euros (3.388 grívnias) por dia na Ucrânia. Para muitas pessoas que viajam para a Ucrânia para fazer sexo, a reputação do país tornou-se rival da Tailândia.
De acordo com a mídia de massa ucraniana, o país se tornou uma meca para hordas heterogêneas de aventureiros sexuais porque o preço de uma visita à Ucrânia não excede 1.500 dólares (40.456 grívnias). Após os protestos do Euromaidan do final de 2013 ao início de 2014, os salários despencaram, enquanto a inflação disparou. Como resultado, uma taxa horária para sexo com mulheres locais normalmente varia de 10 dólares (270 grívnias) a 75 dólares (2.023 grívnias), e é muito menor do que em outros países europeus. Notou-se que após a turbulência política de 2014 e a guerra no leste da Ucrânia, os convidados ocidentais começaram a perceber o país como um "buraco negro instável". No entanto, a Ucrânia tornou-se um destino muito popular para os visitantes de classe média da Turquia, que têm uma predileção especial por mulheres eslavas. As viagens à Ucrânia para turismo sexual criaram um estereótipo na cultura turca promovida por filmes e livros. O ex-pupista americano Roosh V publicou um guia de viagem descrevendo sua experiência de namorar mulheres ucranianas. Após a divulgação pública, o manual atraiu muita cobertura na mídia ucraniana e indignação de organizações feministas.
Um aspecto do turismo sexual na Ucrânia está relacionado ao negócio do casamento. Agências de casamento fazem golpes em todo o país, esvaziando as carteiras dos turistas à medida que avançam. Com relação à situação, a embaixada dos Estados Unidos publicou uma lista de técnicas típicas de fraude local para americanos que visitam a Ucrânia para conhecer seus futuros cônjuges.

## Exploração sexual de crianças
A Ucrânia, juntamente com a Moldávia e Portugal, teria se tornado um centro europeu de turismo sexual infantil. Um envolvimento de meninos adolescentes na prostituição levantou uma série de preocupações especiais.
Observou-se que o sistema legislativo ucraniano não possui o termo "exploração sexual de crianças em viagens e turismo". Além disso, baixos padrões de vida, crianças de pele branca negligenciadas, corrupção onipresente e consumismo social fazem da Ucrânia um mercado em rápido crescimento para serviços sexuais infantis. O problema é agravado por muitas outras razões, como a situação geográfica no coração do continente europeu, grandes diferenças econômicas entre os países de origem dos turistas sexuais e locais, ausência de vistos para muitos turistas, preços baixos do álcool, reputação de um corrupto sociedade e alta chance de evitar qualquer tipo de processo criminal.
De acordo com as estatísticas coletadas, 26% das famílias ucranianas com um filho e 39% das famílias com dois filhos (4,4 e 6,6 milhões respectivamente) estão lutando para sobreviver enquanto vivem abaixo da linha da pobreza. A pobreza não deixa outra opção para muitas pessoas, exceto fornecer serviços sexuais para convidados estrangeiros ricos e abastados.
Uma pesquisa de 2008 sobre o estilo de vida das trabalhadoras sexuais ucranianas revelou que 39% delas não usam preservativos regularmente e que 22% são usuárias de drogas. A maior parte delas se prostituem em estâncias turísticas do Mar Negro durante a temporada de verão, e cerca de 30–40% delas têm entre onze e dezoito anos. Uma forte ligação entre a prostituição de crianças ucranianas e o turismo sexual infantil pode ser vista no país.

## Cobertura da mídia
A mídia ucraniana cobre regularmente os tópicos de tráfico de pessoas, prostituição e turismo sexual na Ucrânia. Especialmente, uma grande atenção da mídia foi dada a essas questões em relação às rodadas finais do Campeonato Europeu de Futebol de 2012. Por exemplo, na imprensa polaca, todos os adeptos de futebol que viajam para a Ucrânia foram descritos como turistas sexuais e todas as mulheres ucranianas como potenciais alvos sexuais. Além disso, o povo ucraniano foi depreciativamente rotulado pela mídia polonesa como pobre, corrupto, criminoso, HIV positivo e antidemocrático. Como resultado, em 2012 houve um surto de histeria sobre o "turismo sexual" entre os fãs de futebol ucranianos. No auge da obsessão, gangues itinerantes de vigilantes locais até atacaram estrangeiros que encomendavam prostitutas e postaram os vídeos de espancamentos online.